# زبان آینو (ژاپن)
زبان آینو (به آینو: アイヌ イタク، به ژاپنی: アイヌ語)، یا به عبارت دقیق‌تر آینو هوکایدو زبانی است که توسط مردم آینو در شمال ژاپن تکلم می‌شود. به دلیل سیاست‌های استعماری دولت ژاپن، تعداد گویشوران زبان آینو در سده بیستم کاهش چشمگیری یافت و امروزه تعداد کمی از افراد می‌توانند به این زبان به صورت روان صحبت کنند. طبق گزارش یونسکو در سال ۲۰۱۱ فقط ۱۵ گویشور روان آینو باقی مانده بود که همگی پیر بودند.
تا سده بیستم زبان‌های آینو علاوه بر ژاپن فعلی، در نیمه جنوبی جزیره ساخالین و توسط جمعیت کوچکی در جزایر کوریل رایج بودند. امروزه فقط آینو هوکایدو در سه گویش اصلی باقی مانده‌است. واپسین گویشور آینو ساخالین در سال ۱۹۹۴ مرد. آینو هوکایدو یک زبان درخطر به‌شمار می‌رود و تلاش‌هایی برای احیای آن صورت گرفته‌است.

## به‌رسمیت‌شناسی

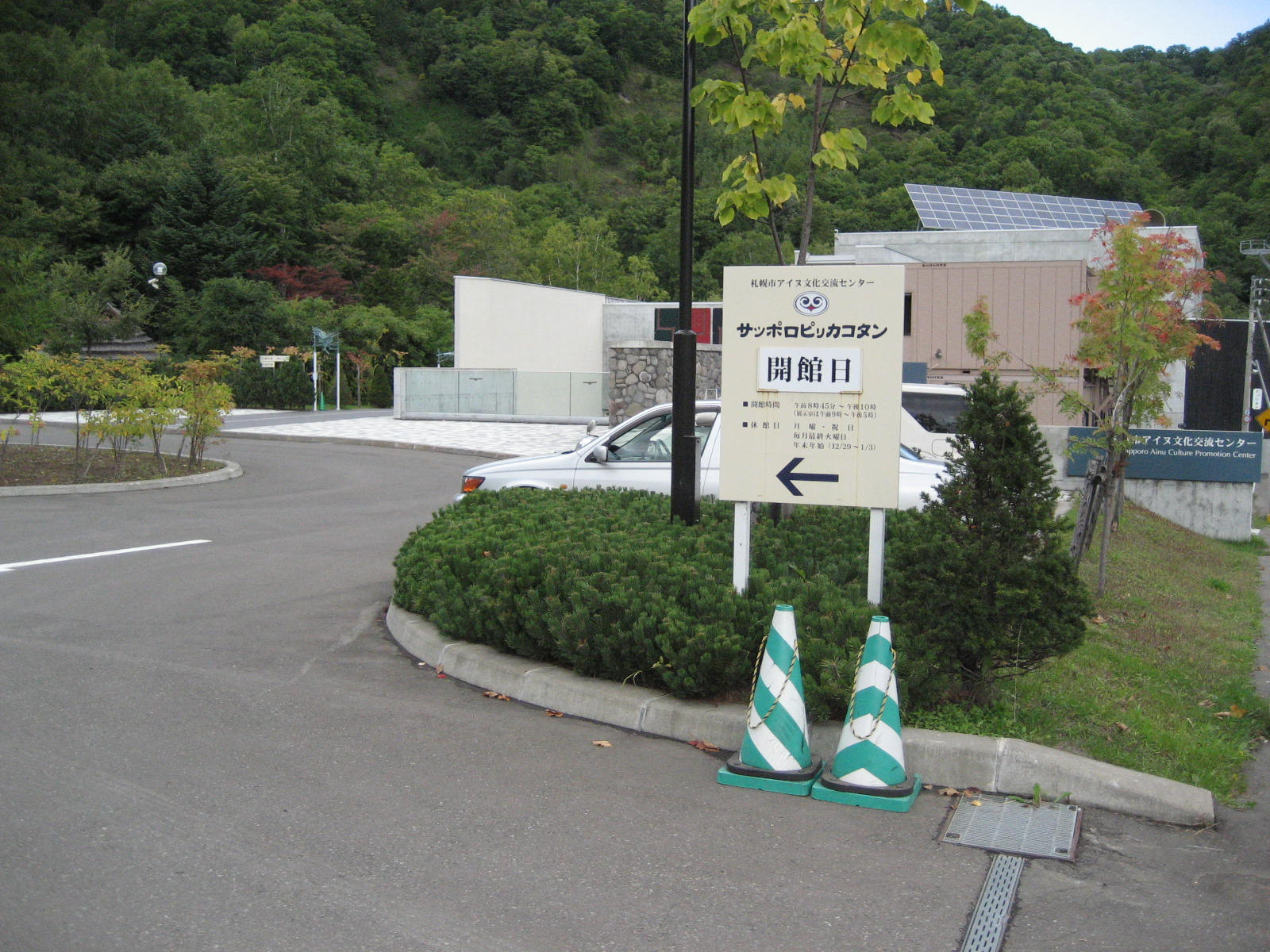
موزه پیرکا کوتان در ساپورو، یک مرکز فرهنگی و زبانی آینو

دولت ژاپن در ژوئن ۲۰۰۸ تصمیم گرفت بومی بودن آینو را به رسمیت بشناسد. از سال ۲۰۱۷، دولت ژاپن در حال ایجاد تسهیلاتی است که فرهنگ و زبان آینو را حفظ کند.

## واج‌شناسی
هجاهای آینو به صورت همخوان-واکه-(همخوان) هستند. البته شماری خوشه همخوانی نیز در آن وجود دارد.

### واکه‌ها
پنج واکه در آینو وجود دارد:
|       | پیشین | مرکزی | پسین |
| ----- | ----- | ----- | ---- |
| بسته  | i     |       | u    |
| میانه | e     |       | o    |
| باز   |       | a     |      |

### همخوان‌ها
یازده همخوان در آینو وجود دارد:
|         | دولبی | لثوی | کامی | نرم‌کامی | چاکنایی |
| ------- | ----- | ---- | ---- | ------- | ------- |
| انسدادی | p     | t    |      | k       |         |
| انسایشی |       | t͡s   |      |         |         |
| سایشی   |       | s    |      |         | h       |
| خیشومی  | m     | n    |      |         |         |
| ناسوده  |       |      | j    | w       |         |
| زنشی    |       | ɾ    |      |         |         |